# Podocarpus nakaii
Podocarpus nakaii (подокарп накайський) — вид хвойних рослин родини подокарпових.

## Етимологія
Вид названий на честь японського колекціонера рослин Накаї. Росте розкидано в широколистяних (покритонасінних) лісах у центральних горах Тайваню. У цих лісах переважають представники родин Fagaceae і Lauraceae, також помітні Theaceae і Magnoliaceae. Характерні роди дерев є Cyclobalanopsis (= Quercus), Lithocarpus, Machilus (= Persea), Cryptocarya, Schima, Magnolia. Висотний діапазон цього виду становить від 700 до 1800 м над рівнем моря і він існує у помітно мусонному субтропічному кліматі.

## Поширення, екологія
Країни поширення: Тайвань.

## Морфологія
Середні дерева, до 60 см у діаметрі й 20 м у висоту. Кора сірувато-червоно-коричнева, розшаровуючись на поздовжні тонкі волохаті пластинки. Листки шкірясті, чергові, від ланцетних до лінійно-ланцетних, довжиною 6-8 см, 8-12 мм завширшки, прямі або злегка серпоподібні, темно-зелені зверху, сріблясто-зелені знизу. Тичинкові стробіли 4-6 см завдовжки. Насіння поодиноке, косояйцеподібне, гостре на верхівці, довжиною 1 см, шириною 8 мм; оболонка м'ясиста, світло-червона у зрілості у квітні, завдовжки 5-12 мм; квітконоси довжиною 2-12 мм. Свіжозрізана заболонь блідо-абрикосово-жовта.

## Використання
Деревина вирубувалася разом з іншими деревами, і, якщо хорошого розміру і форми використовувалась для конструкцій, столярних виробів, і т. д.

## Загрози та охорона
Вид сильно постраждав від загального збезлісення у період після Другої світової війни. Є також останні доповіді видалення зрілих дерев для садівництва.